# Гостинински окръг
Гостинински окръг (на полски: Powiat gostyniński) е окръг в Централна Полша, Мазовско войводство. Заема площ от 614,81 км2. Административен център е град Гостинин.

## География
Окръгът се намира почти изцяло в историческата област Мазовия, като само малка територия в най-задната част принадлежи към Куявия. Разположен е в западната част на войводството.

## Население
Населението на окръга възлиза на 46 627 души (2013 г.). Гъстотата е 76 души/км2.

## Административно деление
Административно окръгът е разделен на 5 общини.
Градска община:
- Гостинин

Селски общини:
- Община Гостинин
- Община Пацина
- Община Саники
- Община Шчевин Кошчелни

## Фотогалерия
- Гостинин
- Саники